# 成金屋清富
成金屋 清富（なりきんや きよとみ、7月24日 - ）は、声優、ナレーター。ボズアトール所属。以前はオオヴァス、キャラに所属していた。大阪府大阪市出身。血液型はB型。

## 人物
大平透声優ゼミナール（大阪）15期生。養成所同期に三好博規（キャラ所属）、木元美香（ボズアトール所属）がいる。芸名は実家が経営している食堂の屋号から取った。また2005年頃から2008年頃までは本名である五島 清富（ごしま きよとみ）を名乗っていた。
爽やかな好青年風のキャラクターを得意とし、関西中心の活動でありながらゲームのキャラクターボイスとしての出演も多い。また、インターネットラジオ「五村富士」を主宰している。
パソコンに精通し、ホームページ作成も行っている。
趣味は自宅屋上での園芸。プロ野球は大阪近鉄バファローズのファン。バファローズの球団合併・消滅により、現在はオリックス・バファローズに注目している。ウィキペディアに掲載されている大阪ドームの写真の一部は、成金屋が撮影したものである。

## 主な出演作品

### テレビ
- ライオン先生番組宣伝（読売テレビ・ナレーション）
- 遊・学・若松塾（ケーブルテレビ神戸・ナレーション）
- MAXハニー（奈良テレビ、三重テレビ・ナレーション）
- ニッポンのぞき見太郎 あなたは多数派?少数派?（カンテレ・ナレーション）

### ラジオ
- fm osaka ヘッドラインニュース（FM OSAKA）

### テレビCM
- 日清食品
- 船場化成
- グリコ
- アサヒペン
- UHA味覚糖
- ドギーマンハヤシ
- 賃貸のエリッツ

### ラジオCM
- JR西日本
- ナショナル

### ゲーム、キャラクター
- SNK VS. CAPCOM SVC CHAOS（バルログ、レッドアリーマー）
- ガンスパイク（バルログ、シバ・シンタロウ）
- 戦国ブレード（翔丸）
- アシュラブレード（ヤシャオウ、ザンビー）
- Siesta 〜すすき野原の夢物語〜（奥田真之介）
- ネオジオバトルコロシアム（NEO-DIO）
- ファーランドオデッセイII 〜君に贈るセレナーデ〜（シルバ）
- 稲川淳二 真夜中のタクシー
- トンバ!ザ・ワイルドアドベンチャー